# Левина, Анна Лазаревна
А́нна Лазаревна Ле́вина (Свердлова, род. 24 апреля 1947, Ленинград) — русская американская писательница.
Родилась в Ленинграде. Имеет диплом инженера Ленинградского электротехнического института им. проф. М. А. Бонч-Бруевича. Играла в студенческой команде КВН. В США с 1987. Живёт в Нью-Йорке. Работает в сфере программного обеспечения. Автор романов, рассказов и повестей о судьбах русских эмигрантов.
Награды
Лауреат фестиваля сатиры и юмора Золотой Остап 2003.

## Сочинения
- «Брак по-эмигрантски», роман
- 1994 — «Приходите свататься», повесть и сценарий
- «Улыбки и ошибки»
- «Эх, яблочко!»
- «Союз двух муз»
- «Знай наших!»
- «Развод по-эмигрантски»

## Фильмография
- ПМЖ (телесериал), сценарий